# Алатиркаси
Алатирка́си (рос. Алатырькасы, чув. Улатăркасси) — присілок у складі Чебоксарського району Чувашії, Росія. Входить до складу Атлашевського сільського поселення.
Населення — 26 осіб (2010; 28 у 2002).
Національний склад:
- чуваші — 96 %